# Германо-монгольский институт ресурсов и технологий
Германо-монгольский институт ресурсов и технологий (монг. Монгол-Германы хамтарсан ашигт малтмал технологийн их сургууль, нем. Deutsch-Mongolische Hochschule für Rohstoffe und Technologie) — технический институт в городе Улан-Батор Монгольской Народной Республики. Действует с 2013 года. Являясь государственным учебным заведением институт преследует цель содействовать научному преподаванию и исследованиям в горнодобывающем секторе и секторе окружающей среды, что крайне важно для будущего Монголии.

## История
Правительства Германии и Монголии совместно создали Германо-монгольский институт ресурсов и технологий на соглашении, подписанное в октябре 2011 года Президентом Монголии Цахиагийном Элбэгдоржем и канцлером Германии Ангелой Меркель..
Институт начал свою работу с первыми 35 студентами в 2013 году. 20 июня 2018 года состоялся первый выпуск студентов бакалавриата.

## Деятельность
В настоящее время Институт предлагает четыре программы обучения бакалавров: бакалавр в области машиностроения, бакалавр в области промышленной инженерии, бакалавр в области инженерной экологии, и бакалавр в сырьевой сфере и технологии. Кроме того, институт предоставляет степень Executive MBA по специальности «Международное управление ресурсами и окружающей средой» («зелёный» MBA), которая ликвидирует разрыв между бизнесом, наукой и окружающей средой.
Институт является университетом-партнёром в рамках совместной магистерской программы (MSc) «Усовершенствованная разработка минеральных ресурсов» в тесном сотрудничестве с Университетом Леобена (Австрия) и Фрайбергской горной академией (нем. TU Bergakademie Freiberg, Германия). Преподавание учебных программ бакалавриата и магистратуры проводят немецкие эксперты, а также монгольские учёные, получившие степень доктора философии за границей, в Германии или в США.
Одной из основных характеристик Института является международный характер, например, использование английского языка в качестве языка обучения и присуждение баллов по Европейской системе перевода и накопления баллов (ECTS). Другой аспект — это обширные прикладные и междисциплинарные исследования в области экологических наук, например, чистого воздуха, чистой почвы и воды. Некоторые из исследовательских проектов включают в себя: интегрированное управление водными ресурсами, дальнейшее развитие мониторинга качества воздуха в Улан-Баторе, экологическое воздействие мелкомасштабной добычи полезных ископаемых в Налайхе, оптимизацию цепочки создания стоимости для пол минеральных руд экологически стратегических материалов и так далее. В 2018 году Институт расширил свою исследовательскую деятельность: для развития и поддержки молодых исследователей и учёных в долгосрочной перспективе Институт инициировал создание Фонда стратегического развития исследований.
Студенты Института проходят практику, чтобы получить реальный опыт работы в международных и отечественных организациях. На сегодняшний день более 50 организаций, относящихся к частному сектору, правительству, неправительственным организациям, подписали меморандум о взаимопонимании и соглашение о сотрудничестве с Институтом.
Германо-монгольский институт ресурсов и технологий тесно сотрудничает с пятью немецкими университетами (Фрайбергской горной академией, Рейнско-Вестфальским техническим университетом Ахена, Галле-Виттенбергским университетом, Бранденбургским университетом технологии и Высшей технической школой Георга Агриколы), а также поддерживается Министерством образования, культуры и науки Монголии и федеральным министерством экономического сотрудничества и развития Германии. Партнёрами-исполнителями являются Немецкое общество международного сотрудничества и Германская служба академических обменов (DAAD). 17 апреля 2018 года Министерство горнодобывающей и тяжёлой промышленности заключило меморандум о сотрудничестве с Институтом для подготовки высокообразованных специалистов с международным стандартом подготовки кадров.
Германо-монгольский институт ресурсов и технологий получил международную аккредитацию программы ACQUIN (Германия) 26 марта 2019 года. Кроме того, Институт был награждён институциональной аккредитацией монгольским Национальным Советом по аккредитации образования 4 июля 2019 года.